# Toungouses
Cet article concerne les peuples toungouses. Pour les langues toungouses, voir Langues toungouses.
On appelle Toungouses ou Toungouzes un groupe de peuples de Sibérie (région de la vallée de la Toungouska) : Evenks, Évènes (Lamoutes) , etc. et du Nord-Est de la Chine (Jürchens, Mandchous, Xibe, Evenks, Oroqen, etc.).

## Présentation
Parfois le mot « Toungouses » désigne uniquement les Evenks. Cette appellation est aujourd'hui vieillie. 
Les Mandchous ou Djurtchets ont des origines toungouses.

### Langues

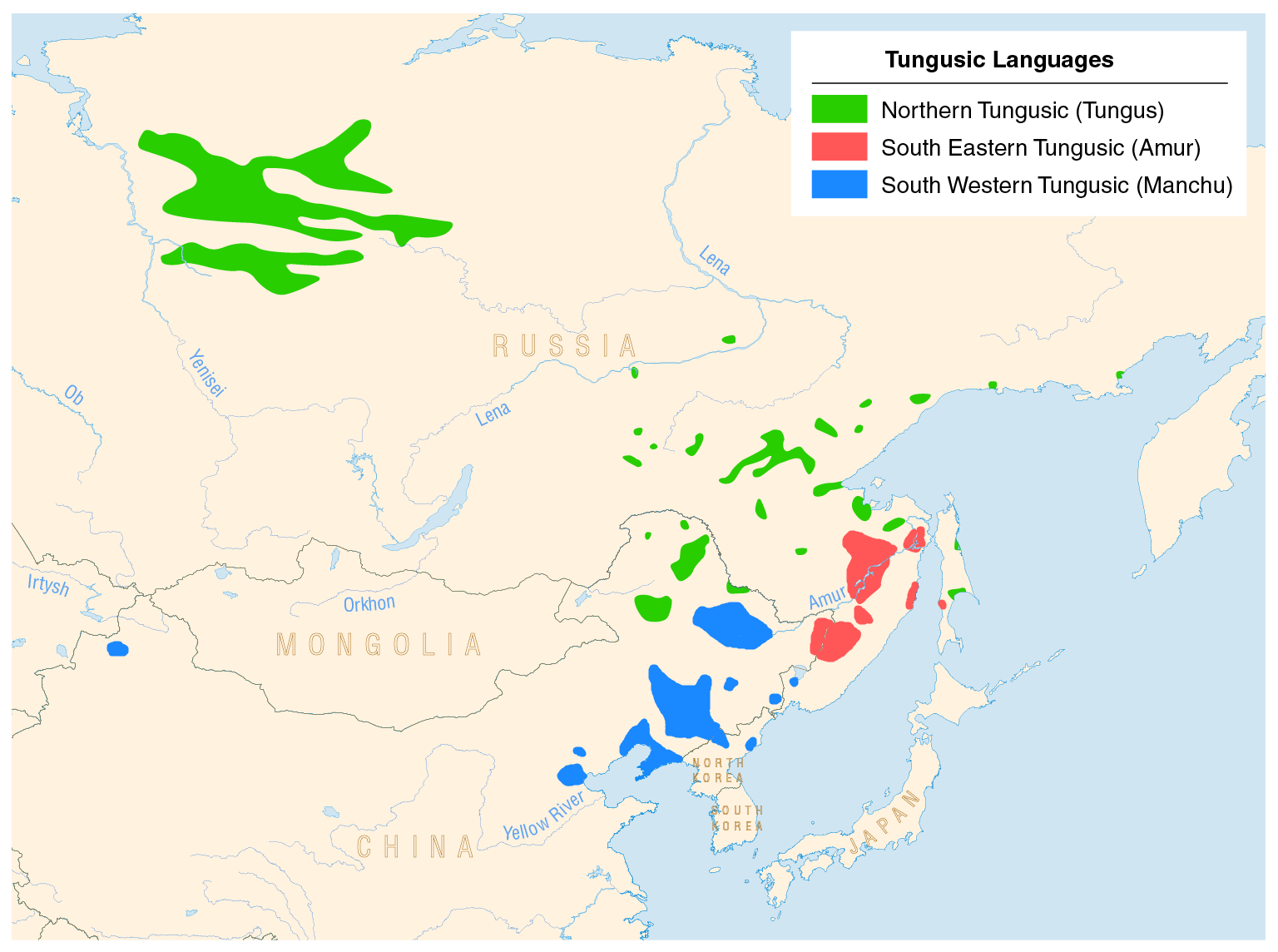
Carte des langues toungouses

Ils parlent les langues toungouses.

### Selon Élisée Reclus

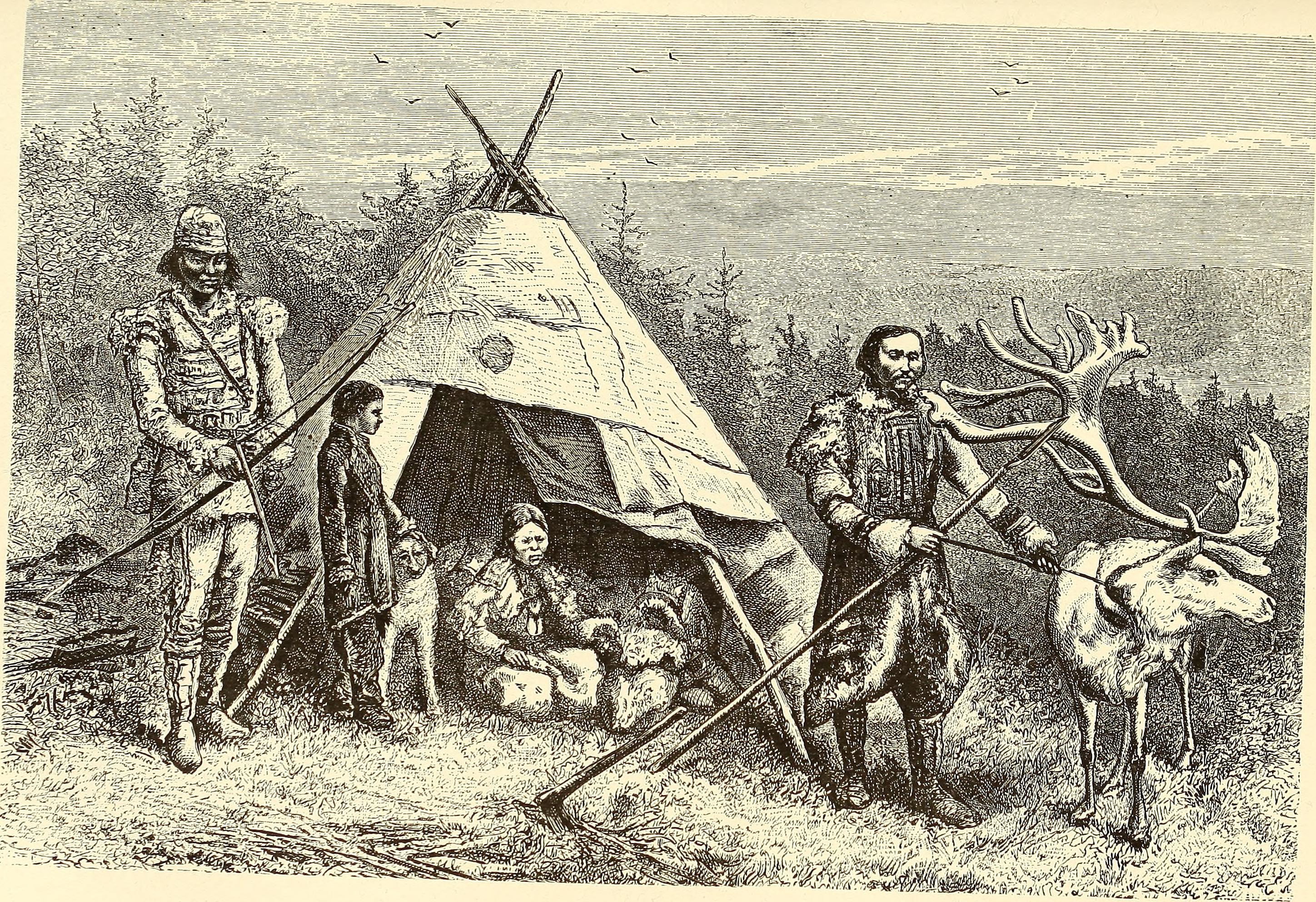
« Toungouses » (1876)

Le géographe français Élisée Reclus décrit les Tourgouses en 1876, de cette façon : 
« ... d'après Klaproth, les Tounghous seraient les « Barbares orientaux », ainsi nommés par les Chinois. Suivant les occupations et le genre de vie des Toungouses, les Russes les ont divisés en Toungouses « des Chevaux » ou « du Bétail », Toungouses « des Rennes » ou « des Chiens », Toungouses « des Steppes », Toungouses « des Forêts ». Un certain nombre de familles sédentaires ont appris les mœurs des Russes et ne se distinguent plus deux que par l'origine. Ceux d'entre eux qui s'adonnent à l'agriculture ne sont pas nombreux, et l'apprentissage de cette vie nouvelle leur est très difficile ; mais, grâce à leur intelligence, à leur initiative, ils réussissent mieux que les autres indigènes de la Sibérie. Toutefois, la nation presque entière se compose de chasseurs vivant dans les forêts : comparés à tous les autres habitants de la Sibérie, ils sont l'idéal du peuple errant, et des milliers d'entre eux ne se donnent pas même le soin de porter avec eux les perches, les écorces de bouleau, les cuirs nécessaires à la construction d'une tente : une demeure abandonnée dans la forêt, un trou de rocher, le creux d'un arbre rongé par le temps suffisent au chasseur isolé : un petit traîneau porte tout son avoir, et c'est ainsi qu'il voyage, des frontières de la Chine aux rivages de l'océan Glacial, à des milliers de kilomètres de distance. Et pourtant, malgré ses habitudes de vie nomade, le Toungouse sait parfaitement revenir, à travers montagnes, plaines et fleuves, vers le territoire de chasse qu'il s'est réservé et où sont établis ses filets et ses trappes à gibier, respectés de tous ».